# Charles Richard-Hamelin
Charles Richard-Hamelin (Joliette, Quebec; 17 de julio de 1989) es un pianista de concierto canadiense.

## Biografía

### Primeros años y educación
Richard-Hamelin nació en Lanaudière, Quebec, Canadá, y tomó sus primeras lecciones de piano con su padre. Estudió en la Universidad McGill, donde recibió su grado de licenciatura en 2011. Richard-Hamelin completó su maestría en la Escuela de Música de Yale en 2013.

### Carrera
En 2014, ganó el segundo premio en el Concurso Internacional de Música de Montreal y el tercer premio en el Concurso Internacional de Música de Seúl en Corea del Sur. Al año siguiente, participó en el XVII Concurso Internacional de Piano Chopin (Varsovia, 2015), donde recibió la medalla de plata y el Premio Krystian Zimerman a la mejor interpretación de una Sonata. También recibió la mayor cantidad de premios monetarios en el Concurso.
Después de la competencia, Richard-Hamelin realizó una gira por Canadá interpretando principalmente obras de Chopin. El Instituto Fryderyk Chopin lanzó más tarde un álbum de dos discos de sus interpretaciones de audición para la competencia. También completó tres giras de conciertos en Japón.
En 2016 recibió el Premio Choquette-Symcox otorgado por JM Canada Foundation y Jeunesses Musicales Canada, acompañado de una beca de excelencia de $5,000, y participó en una gira de Jeunesses Musicales Canada en Quebec y Ontario.
En 2018, Richard-Hamelin y Andrew Wan publicaron un álbum, Beethoven: Violin Sonatas Nos. 6, 7 & 8; en 2019, el álbum fue nominado para un premio Juno como álbum clásico del año. En febrero de 2019 ofreció un concierto como solista en el Koerner Hall de Toronto; la interpretación fue grabada por CBC Radio 2.

## Discografía
- Chopin: Sonate No. 3; Polonaise-Fantaisie; Nocturnes. Analekta, 2015[19]
- Live: Beethoven, Enescu, Chopin. Charles Richard-Hamelin. Analekta, 2016[20]
- Beethoven: Sonates pour Violon et Piano Nos. 6, 7 & 8. Andrew Wan / Charles Richard-Hamelin. Analekta, 2018[21]
- Chopin: Ballades & Impromptus. Charles Richard-Hamelin. Analekta, 2019[22]
- Chopin: Concertos Nos. 1 & 2. Charles Richard-Hamelin / Kent Nagano / Orquesta Sinfónica de Montreal. Analekta, 2019[23]
- Beethoven: Sonates pour Violon et Piano Nos. 1, 2, 3 & 5. Charles Richard-Hamelin / Andrew Wan. Analekta, 2020[24]
- Mozart: Concertos pour Piano Nos. 22 & 24. Charles Richard-Hamelin / Jonathan Cohen / Les Violons du Roy. Analekta, 2020[25]
- Chopin: 24 Preludes; Andante Spianato & Grande Polonaise Brillante. Charles Richard-Hamelin, piano. Analekta, 2021[26]